# Oxford Classical Dictionary
El Oxford Classical Dictionary (abreviado como OCD) es una obra enciclopédica en inglés que consta de artículos relacionados con la antigüedad clásica y sus civilizaciones, generalmente considerado como «el mejor diccionario de un solo volumen sobre la antigüedad». Fue publicado por primera vez en 1949 (OCD1 u OCD), editado por Max Cary con la ayuda de H. J. Rose, H. P. Harvey y Alexander Souter. Una segunda edición siguió en 1970 (OCD2), editada por Nicholas G. L. Hammond y H. H. Scullard, y una tercera edición en 1996 (OCD3) , editada por Simon Hornblower y Antony Spawforth. En 2003 se publicó una tercera edición revisada, que es casi idéntica a la tercera edición anterior. En 2012 se publicó una cuarta edición (OCD4), editada por Simon Hornblower, Antony Spawforth y Esther Eidinow. En 2016, una edición completamente digital fue lanzada en línea, editada por Sander Goldberg (2013-2017) y Tim Whitmarsh (desde 2018). Continuamente actualizada cada mes, esta edición incorpora las 6300 entradas de OCD4 (que se actualizan de forma continua), así como las entradas recién encargadas, y presenta contenido multimedia y mapas de libre acceso del mundo antiguo.
Los más de 6400 artículos no ciegos del OCD cubren todo, desde la vida cotidiana de los antiguos griegos y romanos hasta su geografía, religión y personajes históricos.

## Disponibilidad digital y en línea
La cuarta edición y la tercera edición revisada del OCD están disponibles en línea para miembros de instituciones suscritas y para personas suscritas a través de Oxford Reference. La tercera edición (1996) también estaba disponible en CD-ROM, pero es parcialmente incompatible con versiones más recientes de Windows y no ha sido revisada ni relanzada.
La nueva edición digital está disponible en línea para suscriptores institucionales e individuales a través de las Oxford Research Encyclopedias. Los extractos y resúmenes de las entradas y las entradas completas seleccionadas están disponibles gratuitamente para las personas que no se suscriban.

## Oxford Companion to Classical Civilization
El Oxford Companion to Classical Civilization (OCCC), parte de la serie Oxford Companions de Oxford University Press, es una publicación independiente que consta de una selección de artículos del OCD, con ilustraciones adjuntas. La primera edición se publicó en 1998 (OCCC1 u OCCC), editada por Simon Hornblower y Antony Spawforth, y contiene más de 600 artículos seleccionados del OCD3. En 2004 se publicó una edición de bolsillo. La segunda edición se publicó en 2014 (OCCC2), editada por Simon Hornblower, Antony Spawforth y Esther Eidinow, y contiene más de 700 artículos seleccionados del OCD4.

## Ediciones y versiones
Oxford Classical Dictionary
- Oxford Classical Dictionary. Editado por Max Cary, con la asistencia de H. J. Rose, H. P. Harvey, y A. Souter. Oxford: Clarendon Press, 1949.
- Oxford Classical Dictionary. Editado por Nicholas G. L. Hammond y H. H. Scullard. 2.ª ed. Oxford: Clarendon Press, 1970.
- Oxford Classical Dictionary. Editado por Simon Hornblower y Antony Spawforth. 3.ª ed. Oxford y Nueva York: Oxford University Press, 1996. ISBN 978-0-19-866172-6.
- Oxford Classical Dictionary. Editado por Simon Hornblower y Antony Spawforth. 3.ª ed. rev., Oxford y Nueva York: Oxford University Press, 2003. ISBN 978-0-19-860641-3.
- Oxford Classical Dictionary. Editado por Simon Hornblower, Antony Spawforth, y Esther Eidinow. 4.ª ed., Oxford y Nueva York: Oxford University Press, 2012. ISBN 978-0-19-954556-8.
- Oxford Classical Dictionary. Editado por Tim Whitmarsh. Edición digital. Nueva York: Oxford University Press. ISBN 978-0-19-938113-5.

Oxford Companion to Classical Civilization
- Oxford Companion to Classical Civilization. Editado por Simon Hornblower y Antony Spawforth. Oxford y Nueva York: Oxford University Press, 1998, 2004. ISBN 978-0-19-860165-4 (hb), ISBN 978-0-19-860958-2 (pb).
- Oxford Companion to Classical Civilization. Editado por Simon Hornblower, Antony Spawforth, and Esther Eidinow. 2.ª ed. Oxford y Nueva York: Oxford University Press, 2014. ISBN 978-0-19-870677-9.